# Снег в трауре (фильм)
«Снег в трауре» — советский телефильм 1978 года, снятый на киностудии «Арменфильм» режиссёром Юрием Ерзинкяном. Психологическая драма по мотивам одноимённого романа Анри Труайя.

## Сюжет
В альпийской деревушке живут два брата — крестьяне Исай и Марселин. В горах происходит крушение пассажирского самолета. Спасатели не могут добраться до места падения. Марселин, младший брат, мечтающий вырваться из захолустья и начать свой бизнес, уговаривает Исая — бывшего проводника, некогда лучшего в этих горах, подняться к месту катастрофы, чтобы собрать ценные вещи погибших. С огромным риском поднявшись к обломкам самолета, братья обнаруживают, что один из пассажиров выжил — тяжелораненая девушка-индуска. Исай без раздумий собирается спасти её, но Марселин удерживает брата — если девушка выживет, то она может рассказать, кто подобрал ценности погибших. Исай понимает, что у них с братом разные понятия о том, что есть «ценности» в жизни…

## В ролях
- Армен Джигарханян — Исай
- Гуж Манукян — Марселин
- Майя Булгакова — Мари Лавалу
- Алтынай Асылмуратова — индуска

## Съёмки
Место съёмок — склон горы Арагац.
Для съёмок был использован корпус самолёта Як-40, бортовой номер 87629, который в декабре 1973 года в условиях тумана совершил грубую посадку в аэропорту Эребуни в Ереване.

## О фильме
Фильм снят по мотивам романа французского писателя Анри Труайя (Лев Тарасов), написанного в 1952 году, в 1965 году его перевод был напечатан в СССР в журнале «Москва».
Советская критика отмечала, что в романе «за внешней простотой сюжета скрывается глубокое и сложное содержание», «При всей своей простоте и кажущейся зримости главных линий „Снег в трауре“ — произведение сложное. Его философское ядро раскрывается не просто».
Поводом для сюжета романа стала произошедшая в 1950 году катастрофа L-749 на Монблане — на тот момент крупнейшая авиакатастрофа Франции. Борт Air-India с 48 пассажирами на борту разбился в Альпах, на поиски вышла группа альпинистов, которую возглавил Рене Пайот, который сорвался в ущелье и погиб, поэтому экспедиция вернулась обратно.
Первая экранизация по мотивам романа была осуществлена в США в 1956 году режиссёром Эдвардом Дмитрыком — фильм «Гора», и демонстрировавшийся по Центральному телевидению СССР советский телефильм сравнивался советской критикой с американским фильмом:

В отличие от американской версии, в которой подчёркнут детективный момент, новая работа делает отчетливый акцент на моральной стороне. Она содержит критику действительности, которая в условиях капиталистического мира лишает человека способности остаться верным своим нравственным принципам, разъедает его душу, толкает на преступление.
— Телевидение и радиовещание, 1979 год
При этом известно, что сам писатель всегда негативно воспринимал экранизации своих книг, в мемуарах про перенос на экран романа он писал, что американская экранизация его огорчила, назвал фильм нелепым и с поддельными характерами, но и о советской экранизации отзывался кратко: «Об этом лучше не вспоминать. „Снег в трауре“ был очень плохой фильм».

## Награды
В 1979 году создание фильма отмечено присвоением Государственной премии Армянской ССР режиссёру фильма Юрию Ерзинкяну и исполнителю главной роли Армену Джигарханяну.